# Nico Greetham
Nico James Greetham (Woodbridge, 5 marzo 1995) è un attore e ballerino statunitense.

## Biografia
Ha fatto il suo debutto cinematografico nel 2008 nel film From Within e nel 2013 ha raggiunto la popolarità partecipando al talent show statunitense So You Think You Can Dance. Da allora ha recitato in diverse serie televisive, tra cui General Hospital, Glee e I Thunderman. Tra il 2017 e il 2018 ha interpretato Calvin Maxwell in oltre quaranta episodi della serie Power Rangers Ninja Steel.
Dopo aver recitato in episodi di NCIS ed Into the Dark nel 2019, nel 2020 Greetham ha incrementato l'attività cinematografica apparendo nei film Birds of Prey e la fantasmagorica rinascita di Harley Quinn, Dramaramae The Prom.
È dichiaratamente queer.

## Filmografia

### Cinema
- From Within, regia di Phedon Papamichael (2008)
- Birds of Prey e la fantasmagorica rinascita di Harley Quinn (Birds of Prey (and the Fantabulous Emancipation of One Harley Quinn)), regia di Cathy Yan (2020)
- Dramarama, regia di Jonathan Wysocki (2020)
- The Prom, regia di Ryan Murphy (2020)

### Televisione
- General Hospital – soap opera (2014) – cameo
- Glee – serie TV, episodio 6x10 (2015)
- I Thunderman (The Thundermans) – serie TV, episodi 4x15 e 4x27 (2017-2018)
- Power Rangers Ninja Steel – serie TV, 44 episodi (2017-2018)
- NCIS - Unità anticrimine (NCIS) – serie TV, episodio 16x21 (2019)
- Into the Dark – serie TV, episodio 2x03 (2019)
- Blue Bloods – serie TV, episodio 11x07 (2021)
- American Horror Stories  – serie TV, episodi 1x04 e 2x03 (2021-2022)
- American Horror Story  – serie TV, 4 episodi (2021)
- Love, Victor  – serie TV, 5 episodi (2022)

## Doppiatori italiani
Nelle versioni in italiano delle opere in cui ha recitato, Nico Greetham è stato doppiato da:
- Emanuele Ruzza in American Horror Story, American Horror Stories (ep. 1x04)
- Dimitri Winter in Blue Bloods
- Alex Polidori in The Prom
- Francesco Falco in American Horror Stories (ep. 2x03)
- Matteo Liofredi in Power Rangers Ninja Steel
- Jacopo Calatroni in Into the Dark